# Tournées de Tokio Hotel
 (février 2025).
Motif : Pertinence encyclopédique de telles listes au sourçage bien faible ? Il y a déjà un résumé dans Tokio_Hotel#Tournées.
- Archive Wikiwix
- Bing
- Cairn
- DuckDuckGo
- E. Universalis
- Gallica
- Google
- G. Books
- G. News
- G. Scholar
- Persée
- Qwant
- (zh) Baidu
- (ru) Yandex
- (wd) trouver des œuvres sur Wikidata

| 1. | Préciser le motif de la pose du bandeau. | Précisez le motif de la pose du bandeau en utilisant la syntaxe suivante : {{admissibilité à vérifier\|date=juin 2025\|motif=remplacez ce texte par le motif}}                               |
| 2. | Informer les utilisateurs concernés.     | Pensez à avertir le créateur de l'article, par exemple, en insérant le code ci-dessous sur sa page de discussion : {{subst:avertissement admissibilité à vérifier\|Tournées de Tokio Hotel}} |

Le groupe Tokio Hotel a fait 10 tournées : cinq en Europe  (Schrei Tour, Zimmer 483 Tour, Dream Machine Tour, The Tour 2025 et The Arena Tour) et cinq mondiales (1000 Hotels World Tour, Welcome to Humanoid City Tour, Feel It All World Tour, Melancholic Paradise Tour et Beyond the World Tour).

## Schrei Tour (2005-2006)[1]
1. 30/06/2005  Allemagne  - Halle, Turmclub
2. 01/07/2005  Allemagne - Magdeburg, Sachsen-Anhalt-Tag
3. 02/07/2005  Allemagne - Lehmke, Rock Im Bad
4. 13/07/2005  Allemagne - Erfurt, Megarock in die Ferien
5. 22/07/2005  Allemagne - Saarbrürcken, Halberg Open Air
6. 29/07/2005  Allemagne - Orianenburg, Zukunft Mensch
7. 26/08/2005  Allemagne - Waltrop, Waltroper Parkfest
8. 04/09/2005  Allemagne - Magdeburg, Stars4Free
9. 30/09/2005  Allemagne - Magdeburg, SWM Kids
10. 03/10/2005  Allemagne - Potsdam, Tag Der Deutschen Einheit
11. 05/11/2005  Autriche - Vienne, Kindercharity
12. 12/11/2005  Allemagne - Munich, 6 Tage Rennen
13. 28/11/2005  Autriche - Vienne, Planet Music
14. 29/11/2005  Suisse - Zürich, Rostofflager
15. 04/12/2005  Allemagne - Leipzig, Haus Auensee
16. 05/12/2005  Allemagne - Berlin, Columbiahalle
17. 10/12/2005  Allemagne - Munich, Tonhalle
18. 12/12/2005  Allemagne - Cologne, Palladium
19. 14/12/2005  Allemagne - Wetzlar, Arena
20. 16/12/2005  Allemagne - Münster, Halle Münsterland
21. 17/12/2005  Allemagne - Magdebourg, Stadthalle
22. 20/12/2005  Allemagne - Cologne, Palladium
23. 04/02/2006  Allemagne - Pahlen, Eiderlandhalle
24. 05/02/2006  Allemagne - Cassel, Eissporthalle
25. 08/02/2006  Allemagne - Brême, AWD Dome
26. 09/02/2006  Allemagne - Düsseldorf, Philipshalle
27. 13/02/2006  Allemagne - Bielefeld, Seidensticker Halle
28. 14/02/2006  Allemagne - Francfort, Jahrhunderthalle
29. 16/02/2006  Allemagne - Trier, Arena Trier
30. 17/02/2006  Allemagne - Ludwigshafen, Friedrich-Ebert-Halle
31. 19/02/2006  Suisse - Zürich, Stadthalle Dietikon
32. 20/02/2006  Suisse - Sursee, Stadthalle Sursee
33. 22/02/2006  Allemagne - Freiburg, Stadthalle
34. 23/02/2006  Allemagne - Ulm, Donau Arena
35. 25/02/2006  Allemagne - Stuttgart, Hanns-Martin-Schleyer-Halle
36. 26/02/2006  Allemagne - Munich, Zenith
37. 05/03/2006  Allemagne - Nuremberg, Arena Nürnberg
38. 06/03/2006  Allemagne - Erfurt, Thüringenhalle
39. 08/03/2006  Allemagne - Hambourg, Color Line Arena
40. 09/03/2006  Allemagne - Berlin
41. 11/03/2006  Allemagne - Oberhausen, König-Pilsener-Arena (Concert enregistré et placé sur le DVD [Schrei Live])
42. 14/03/2006  Allemagne - Chemnitz, Chemnitz Arena
43. 15/03/2006  Allemagne - Dresde, Messe Dresden Halle 1
44. 17/03/2006  Allemagne - Hohenems, Tennis.Event.Center
45. 19/03/2006  Autriche - Innsbruck, Dogana
46. 21/03/2006  Autriche - Vienne, Stadthalle
47. 22/03/2006  Autriche - Linz, Intersport Arena
48. 11/04/2006  République tchèque - Prague, Futurum
49. 13/04/2006  Pays-Bas - Amsterdam, Club 8
50. 30/04/2006  Suisse - Zurich, Festival im Hauptbahnhof
51. 27/05/2006  Allemagne - Bonn, Kunst- und Ausstellungshalle (Museumsplatz)
52. 28/05/2006  Allemagne - Bonn, Kunst- und Ausstellungshalle (Museumsplatz)
53. 03.06.2006  Pays-Bas - Amsterdam, Paradiso
54. 04.06.2006  Allemagne - Hessisch Lichtenau, Hessentagsarena
55. 06.07.2006  Allemagne - Gelsenkirchen, Glückaufkampfbahn
56. 07.07.2006  Allemagne - Herford, Rathausplatz
57. 15.07.2006  Allemagne - Mannheim, Arena Of Pop
58. 16.07.2006  Allemagne - Aurich, Open Air
59. 23.07.2006  Allemagne - Soltau, Pop im Park
60. 29.07.2006  Allemagne - Neumarkt, Open Air Festplatz
61. 12.08.2006  Autriche - Gröbming, Open Air
62. 18.08.2006  Allemagne - Itzehoe, Open Air im Stadion Itzehoe
63. 19.08.2006  Allemagne - Meppen, Emslandstadion
64. 20.08.2006  Suisse - Lütisburg, Open Air Tufertschwil
65. 25.08.2006  Allemagne - Aachen, Katschhof
66. 02.09.2006  Luxembourg - Esch-sur-Alzette, Parc Galgenberg
67. 03.09.2006  Allemagne - St. Goarhausen, Loreley Open Air
68. 28.09.2006  France - Paris, Trabendo
69. 18.11.2006  Russie - Moscou, DS Luzhniki
70. 26.11.2006  France - Paris, Bataclan
71. 28.11.2006  France -  Lyon, Transbordeur
72. 01.12.2006  Allemagne - Neubrandenburg, Jahn Sport Forum

### Setlist
1. Jung und nicht mehr jugenfrei
2. Beichte
3. Ich bin nicht ich
4. Schrei
5. Leb' die Sekunde
6. Schwarz
7. Laß uns hier raus
8. Gegen meinen Willen
9. Durch den Monsun
10. Thema Nr. 1
11. Wenn nichts mehr geht
12. Rette mich
13. Freunde bleiben
14. Der letzte Tag
15. Frei im freien Fall
16. Unendlichkeit
17. Durch den Monsun

## Zimmer 483 Tour (2007)[2]
1. 03.04.2007  République tchèque - Prague, Sazka Arena
2. 05.04.2007  Pologne - Varsovie, Torwar
3. 07.04.2007  République tchèque - Ostrava, CEZ Arena
4. 08.04.2007  Slovaquie - Bratislava, Incheba
5. 10.04.2007  Hongrie - Budapest, SYMA Hall
6. 11.04.2007  Autriche - Vienne, Stadthalle
7. 13.04.2007  Allemagne - Kempten, Big Box
8. 14.04.2007  Suisse - Zürich, Hallen Stadion
9. 15.04.2007  Allemagne - Frankfurt, Festhalle
10. 17.04.2007  France - Paris, Zenith
11. 18.04.2007  France - Nancy, Zenith
12. 20.04.2007  Allemagne - Nürnberg, Arena
13. 21.04.2007  Allemagne - Mannheim, SAP-Arena
14. 23.04.2007  Allemagne - Stuttgart, Schleyer-Halle
15. 24.04.2007  Allemagne - München, Olympiahalle
16. 26.04.2007  Allemagne - Berlin, Velodrom
17. 27.04.2007  Allemagne - Leipzig, Arena
18. 29.04.2007  Allemagne - Bremen, AWD Dome
19. 01.05.2007  Allemagne - Hamburg, Color Line Arena
20. 02.05.2007  Allemagne - Oberhausen, Kölnig Pilsener Arena
21. 04.05.2007  Allemagne - Trier, Arena
22. 05.05.2007  Allemagne - Hannover, TUI Arena
23. 09.05.2007  France - Paris, Trabendo
24. 14.05.2007  Allemagne - Cologne, Köln Arena
25. 19.05.2007  Royaume-Uni - Londres, O2 Academy Islington
26. 26.05.2007  Italie - Bologne, Piazza XX Settembre[3]
27. 01.06.2007  Russie - Moscou
28. 02.06.2007  Russie - St. Petersbourg, Ice Palace
29. 12.06.2007  Suède - Stockholm
30. 14.06.2007  Espagne - Madrid - MTV Day
31. 15.06.2007  Italie - Milan, Festivalbar 2007
32. 16.06.2007  France - Paris, Concert pour les 20 ans de M6
33. 19.06.2007  Royaume-Uni - Londres
34. 21.06.2007  France - Paris, Fête de la musique
35. 06.07.2007  France - Bobital, Festival des Terre Neuvas
36. 14.07.2007  France - Paris, Concert de la Fraternité
37. 28.07.2007  Kazakhstan - Alamaty
38. 03.09.2007  Lettonie - Riga, Arena Riga
39. 12.09.2007  Finlande - Helsinki
40. 25.09.2007  Ukraine - Kiev
41. 27.09.2007  Russie - Moscou, SK Olympiysky
42. 29.09.2007  Biélorussie - Minsk
43. 06.10.2007  Israël - Tel Aviv, Ganei Ha Ta’arucha
44. 08.10.2007  Pays-Bas - Amsterdam, Heineken Music Hall
45. 10.10.2007  France - Clermont-Ferrand, Zenith d'Auvergne
46. 11.10.2007  France - Lyon, Halle Tony Garnier
47. 14.10.2007  Belgique - Bruxelles, Forest National
48. 16.10.2007  France - Paris, Bercy
49. 17.10.2007  France - Nantes, Zenith de Nantes
50. 19.10.2007  France - Marseille, Dôme (Annulé)
51. 20.10.2007  France - Montpellier, Zenith (Annulé)
52. 22.10.2007  France - Toulouse, Zenith de Toulouse
53. 23.10.2007  France - Bordeaux, Patinoire de Mériadeck
54. 25.10,2007  France - Lille, Zénith
55. 26.10.2007  France - Amneville, Galaxie
56. 28.10.2007  France - Nice, Nikaï
57. 29.10.2007  France - Toulon, Zénith Oméga
58. 30.10.2007  Italie - Milan, DatchForum (Mediolanum Forum)
59. 04.11.2007  Allemagne - Essen, Grugahalle

### Setlist
1. Übers Ende Der Welt
2. Reden
3. Ich Brech Aus
4. Spring Nicht
5. Der Letzte Tag
6. Wo Sind Eure Hände
7. Durch Den Monsun
8. Wir Sterben Niemals Aus
9. Stich Ins Glück
10. Ich Bin Nicht Ich
11. Schrei
12. Vergessene Kinder
13. Leb Die Sekunde
14. Heilig
15. Totgeliebt
16. In Die Nacht
17. Rette Mich
18. An Deiner Seite (Ich Bin Da)

Lors du Concert en Allemagne le 4 novembre 2007 à Essen, Le groupe ajouta la piste 1.000 Meere en avant première. 

## 1000 Hotels World Tour (2008)
Première partie (Amérique)
1. 09.02.2008  Canada - Montréal, Le National
2. 10.02.2008  Canada - Toronto, Mod Club
3. 15.02.2008  États-Unis - Hollywood, The Roxy
4. 16.02.2008  États-Unis - Anaheim, Chain Reaction
5. 18.02.2008  États-Unis - New York, Gramercy Theater
6. 19.02.2008  États-Unis - New York, The Fillmore

Deuxième partie (Europe)
1. 03.03.2008  Belgique - Bruxelles, Forêt National
2. 04.03.2008  Pays-Bas - Rotterdam, Ahoy
3. 06.03.2008  France - Strasbourg, Zénith
4. 07.03.2008  Luxembourg - Esch sur Alzette, Rockhal
5. 09.03.2008  France - Paris, Bercy
6. 10.03.2008  France - Paris, Bercy
7. 11.03.2008  France - Dijon, Zénith
8. 13.03.2008  France - Montpellier, Zénith Sud
9. 14.03.2008  France - Marseille, Le Dôme
10. 16.03.2008  Portugal - Lisbonne, Pavilhao Atlantico
11. 18/03.2008  Espagne - Madrid, Telefonica Arena
12. 20.03.2008  France - Douai, GAYANT EXPO
13. 21.03.2008  Suisse - Genève, Arena
14. 23.03.2008  Italie - Turin, PALA ISOZAKI
15. 25.03.2008  Italie - Rome, Palalottomatica
16. 26.03.2008  Italie - Bologne, Pala Malaguti
17. 28.03.2008  Slovénie - Ljubljana, HALA TIVOLI
18. 29.03.2008  Serbie - Belgrade, Arena
19. 31.03.2008  Allemagne - Dortmund, Westfalenhallen
20. 02.04.2008  Danemark - Copenhague, VALBY HALLEN
21. 03.04.2008  Suède - Stockholm, Hovet
22. 05.04.2008  Finlande - Helsinki, Jaahalli
23. 07.04.2008  Norvège - Oslo, Spektrum
24. 08.04.2008  Danemark - Aalborg, GIGANTIUM

Troisième partie (Amérique)
1. 17.04.2008  États-Unis - Détroit, State Theater
2. 18.04.2008  États-Unis - Chicago, House Of Blues
3. 20.04.2008  États-Unis - Cleverland, House Of Blues
4. 23.04.2008  Canada - Toronto, Sound Factory
5. 25.04.2008  Canada - Montréal, Métropolis
6. 26.04.2008  Canada - Montréal, Métropolis
7. 30.04.2008  États-Unis - Boston, Lowell Memorial Auditorium
8. 01.05.2008  États-Unis - Washington DC, 930 Club
9. 03.05.2008  États-Unis - East Rutherford, Festival de Bamboozle
10. 13.05.2008  États-Unis - Hollywood, The Roxy
11. 16.05.2008  Canada - Toronto, Sound Academy
12. 19.05.2008  Canada - Montréal, Stade Uniprix

Quatrième partie (Open air)
1. 01.06.2008  Portugal - Lisbonne, Festival Rock In Rio
2. 13.06.2008  Allemagne - Dortmund, Concert de remplacement du 31/03
3. 14.06.2008  Pays-Bas - Nimègue, Goffertpark
4. 21.06.2008  France - Paris, Parc des Princes
5. 22.06.2008  France - Paris, Parc des Princes
6. 24.06.2008  Espagne - Madrid, Concert de remplacement du 18/03
7. 27.06.2008  Espagne - Barcelone, Palau Sant Jordi
8. 28.06.2008  Espagne - Madrid, Festival Rock in Rio
9. 29.06.2008  Portugal - Lisbonne, Pavilhao Atlantico, Concert de remplacement du 16/03
10. 05.07.2008  Monaco - Monte Carlo, Festival "Monaco Live 2008"
11. 06.07.2008  Italie - Rome, Ippodromo delle Cappannelle, Concert de remplacement du 25/03
12. 11.07.2008  Italie - Modène, Parco Novi Sad, Concert de remplacement du 26/03
13. 12.07.2008  Suisse - Genève, Arena, Concert de remplacement du 21/03
14. 13.07.2008  Belgique - Werchter, Rock Werchter

Cinquième Partie (Amérique)
1. 07.08.2008  États-Unis - Sayreville, House of Blues
2. 09.08.2008  Canada - Saint-Jean-Chrysostome, Festivent
3. 11.08.2008  États-Unis - Cleverland, House of Blues
4. 12.08.2008  États-Unis - Detroit, The Fillmore
5. 15.08.2008  États-Unis - Chicago, House of Blues
6. 16.08.2008  États-Unis - St. Paul, Myth
7. 19.08.2008  États-Unis - San Francisco, The Fillmore
8. 20.08.2008  États-Unis - Anaheim, House of Blues
9. 22.08.2008  États-Unis - Las Vegas, House of Blues
10. 25.08.2008  États-Unis - Denver, Gothic Theatre
11. 27.08.2008  États-Unis - Dallas, House of Blues
12. 28.08.2008  États-Unis - Houston, Verizon Wireless Theater
13. 30.08.2008  Mexique - Mexico, Sport's palace Mexico City
14. 24.10.2008  États-Unis - Orlando, House of Blues
15. 26.10.2008  États-Unis - Atlanta, The Tabernacle
16. 27.10.2008  États-Unis - Colombus, New Music Hall
17. 29.10.2008  États-Unis - Philadelphie, The Electric Factory
18. 30.10.2008  États-Unis - New York, Roseland Ballroom
19. 05.12.2008  États-Unis - Phoenix, Cricket Pavillion

### Setlist
Concerts en anglais
1. Break Away
2. 1000 Oceans
3. Live Every Second
4. Love Is Dead
5. Sacred
6. Scream
7. Black
8. On the Edge
9. Ready Set Go
10. Reden
11. Final Day
12. Wir sterben niemals aus
13. Don't Jump
14. Geh
15. Ich bin nicht ich
16. Raise Your Hands
17. Monsoon
18. In die nacht
19. Rescue me
20. Forgotten Children
21. By Your Side

Concerts en allemand
1. Ich Brech aus
2. Der Letzte Tag
3. 1000 Meere
4. Leb die Sekunde
5. Totgeliebt
6. Wir sterben niemals aus
7. Schrei
8. Schwarz
9. Stich ins Glück
10. Übers ende der Welt
11. Reden
12. Heilig
13. Geh
14. Spring Nicht
15. Wo sind Heure Hande
16. Durch den Monsun
17. In die nacht
18. Rette Mich
19. Vergessene Kinder
20. An deiner Seite

## Welcome to Humanoid City Tour (2010-2011)
Première partie (European Tour)
1. 22.02.2010  Luxembourg - Esch-sur-Alzette, Rockhal
2. 23.02.2010  Pays-Bas - Rotterdam, Ahoy
3. 25.02.2010  Belgique - Bruxelles, Forest National
4. 26.02.2010  Allemagne - Oberhausen, König Pilsener Arena
5. 28.02.2010  Allemagne - Hambourg, Color Line Arena
6. 01.03.2010  Danemark - Copenhague, Forum
7. 03.03.2010  Norvège - Oslo, ValHall
8. 04.03.2010  Suède - Stockholm, The Globe
9. 05.03.2010  Suède - Göteborg, Scandinavium
10. 07.03.2010  Finlande - Helsinki, Hartwall Arena
11. 08.03.2010  Russie - Saint-Pétersbourg, Icehall
12. 10.03.2010  Russie - Moscou, Olympic Stadium
13. 14.03.2010  Pologne - Łódź, Atlas Arena
14. 15.03.2010  République tchèque - Prague, Tesla Arena
15. 17.03.2010  France - Lille, Zénith de Lille
16. 18.03.2010  France - Lyon, Halle Tony Garnier
17. 20.03.2010  France - Nantes, Zénith de Nantes Métropole
18. 22.03.2010  France - Nice, Nikaia
19. 23.03.2010  France - Marseille, Le Dôme
20. 25.03.2010  Italie - Turin, Pala Torino
21. 26.03.2010  Italie - Padoue, Palasport
22. 28.03.2010  Serbie - Belgrade, Belgrade Arena
23. 30.03.2010  Autriche - Vienne, Stadthalle
24. 31.03.2010  Suisse - Zurich, Hallenstadion
25. 02.04.2010  France - Toulouse, Zénith de Toulouse
26. 03.04.2010  Suisse - Genève, Geneva Arena
27. 05.04.2010  Espagne - Barcelone, Palau St Jordi
28. 06.04.2010  Espagne - Madrid, Palacio De Deportes
29. 07.04.2010  Portugal - Lisbonne, Atlantico
30. 11.04.2010  Italie - Rome, Palalottomatica
31. 12.04.2010  Italie - Milan, Mediolanum Forum
32. 14.04.2010  France - Paris, Bercy

Deuxième partie (Asian Tour)
1. 01.05.2010  Malaisie - Kuala Lumpur, E.C. with Tokio Hotel
2. 03.05.2010  Taïwan - Taipei, Showcase acoustic
3. 04.05.2010  Taïwan - Taipei, Audi Fashion Show Festival
4. 31.07.2010  Malaisie - Kuala Lumpur, MTV World Stage
5. 03.08.2010  Singapour - Singapour, Singfest Festival

Troisième partie (Latin America Tour)
1. 23.11.2010  Brésil - São Paulo, Via Funchal
2. 25.11.2010  Pérou - Lima, Jockey Club
3. 28.11.2010  Chili - Santiago, Movistar Arena
4. 30.11.2010  Mexique - Monterrey, Arena Monterrey
5. 02.12.2010  Mexique - Mexico, El Palacio de los Deportes

Quatrième partie (Japan Tour)
1. 15.12.2010  Japon - Tokyo, Akasaka BLITZ
2. 24.06.2011  Japon - Tokyo, Audi A1 Acoustic Showcase
3. 25.06.2011  Japon - Tokyo, MTV Video Music Aid Japan

### Setlist
Concerts en anglais
1. Noise
2. Human connect To Human
3. Break Away
4. Pain of Love
5. World behind my Wall
6. Hey You
7. Alien (English Version)
8. Ready, Set, Go!
9. Humanoid (German & Acoustic Version)
10. Phantomrider
11. Dogs Unleashed (Apparition de la moto.)
12. Love & Death
13. In your Shadow (I can Shine)
14. Automatic
15. Screamin'
16. Darkside Of The Sun
17. Zoom Into Me(English Version - Piano en Feu)
18. Monsoon
19. Forever Now

Concerts en allemand
- 1. Komm
- 2. Menchen Suchen Menschen
- 3. Ich Brech' Aus
- 4. Kampf der Liebe
- 5. Lass uns Laufen
- 6. Hey You
- 7. Alien (German Version)
- 8. Übers Ende der Welt
- 9. Humanoid (German & Acoustic Version)
- 10. Geisterfahrer
- 11. Dogs Unleashed (Apparition de la moto.)
- 12. Träumer
- 13. In your Shadow (I can Shine)
- 14. Automatisch
- 15. Screamin'
- 16. Sonnensystem
- 17. Zoom (German Version - Piano en Feu)
- 18. Durch den Monsun
- 19. Für Immer Jetzt

## Feel It All World Tour (2015)
1. 15.01.2015 -  États-Unis - West Hollywood, The Viper Room

The European Club Experience (Part 1)
1. 06.03.2015 -  Royaume-Uni - Londres, Islington Assembly Hall
2. 08.03.2015 -  Espagne - Barcelone, Bikini
3. 09.03.2015 -  France - Marseille, Le Moulin
4. 11.03.2015 -  France - Paris, Le Trianon
5. 12.03.2015 -  Belgique - Bruxelles, Cirque Royal
6. 14.03.2015 -  Allemagne - Francfort, Gibson
7. 15.03.2015 -  Suisse - Zurich, Volkshaus
8. 17.03.2015 -  Italie - Milan, Fabrique
9. 18.03.2015 -  Allemagne - Munich, Kesselhaus
10. 20.03.2015 -  Allemagne - Cologne, Halle Tor 2
11. 21.03.2015 -  Pays-Bas - Utrecht, Trivoli Vreedenburg
12. 23.03.2015 -  Allemagne - Berlin, Heimathafen
13. 24.03.2015 -  Allemagne - Hambourg, Kulturkirche
14. 26.03.2015 -  Autriche - Vienne, Arena
15. 27.03.2015 -  Pologne - Varsovie, Club Stodola

The North America Club Experience (Part 2)
1. 27/07/2015 - San Francisco -  États-Unis - The Fillmore
2. 28/07/2015 - Los Angeles -  États-Unis - House of Blues
3. 30/07/2015 - Anaheim -  États-Unis - House of Blues
4. 31/07/2015 - San Diego -  États-Unis - House of Blues
5. 01/08/2015 - Las Vegas -  États-Unis - House of Blues
6. 03/08/2015 - Denver -  États-Unis - Summit Music Hall
7. 05/08/2015 - Chicago -  États-Unis - House of Blues
8. 06/08/2015 - Detroit -  États-Unis - Andrew's Hall
9. 08/08/2015 - Cincinnati -  États-Unis - Bogart's
10. 09/08/2015 - Cleveland -  États-Unis - House of Blues
11. 11/08/2015 - Boston -  États-Unis - Paradise Rock Club
12. 12/08/2015 - New York -  États-Unis - Irving Plaza
13. 15/08/2015 - Baltimore -  États-Unis - Baltimore Sound Stage
14. 16/08/2015 - Philadelphie -  États-Unis - Theatre of Living Arts

The Latin America Arena Experience (Part 3)
1. 20/08/2015 - Bogota -  Colombie - Teatro Royal Center
2. 22/08/2015 - Lima -  Pérou - Parque de la Exposicion
3. 25/08/2015 - Buenos Aires -  Argentine - Luna Park
4. 28/08/2015 - Sao Paulo -  Brésil - Citibank Hall
5. 30/08/2015 - Santiago -  Chili - Caupolican Theatre ANNULÉ
6. 01/09/2015 - Mexico -  Mexique - Pepsi Center WTC
7. 02/09/2015 - Guadalajara -  Mexique - Auditorio Telmex
8. 03/09/2015 - Monterrey -  Mexique - Auditorio Banamex

The Russian Arena Experience (Part 4)
1. 10.10.2015 -  Russie - Irkoutsk, Palais des Sports "Trud"
2. 12.10.2015 -  Russie - Krasnoïarsk, MVTS Siberie
3. 14.10.2015 -  Russie - Novossibirsk, Otydh
4. 16.10.2015 -  Russie - Iekaterinbourg, Tele
5. 17.10.2015 -  Russie - Tcheliabinsk, World Trade Center
6. 19.10.2015 -  Russie - Oufa, Ogni Oufi
7. 20.10.2015 -  Russie - Perm, DK IM Soldatova
8. 22.10.2015 -  Russie - Samara, MTL Arena
9. 24.10.2015 -  Russie - Kazan, KRK Pyramide
10. 25.10.2015 -  Russie - Novgorod, MILO Concert Hall
11. 27.10.2015 -  Russie - Saint-Pétersbourg, DK Lensoveta
12. 29.10.2015 -  Russie - Moscou, Izvestia salle
13. 31.10.2015 -  Russie - Krasnodar, Palais des Sports "Olympus"
14. 01.11.2015 -  Russie - Rostov, - SCC "Express"
15. 02.11.2015 -  Russie - Volgograd, Exposition Expocentre Complex
16. 04.11.2015 -  Russie - Voronej, ÉVÉNEMENT-HALL
17. 06.11.2015 -  Ukraine - Kiev, Stereo Plaza
18. 08.11.2015 -  Biélorussie - Minsk, Prime Hall
19. 10.11.2015 -  Russie - Moscou, Izvestia salle
20. 26.04.2016 -  Russie - Moscou, Arena Hall[4]

### Setlist
1. Intro + We Found Us
2. Girl Got A Gun
3. Dark Side Of The Sun
4. Covered In Gold
5. Feel It All
6. Louder Than Love
7. Never Let You Down
8. Noise
9. Kings Of Suburbia
10. Invaded
11. Run Run Run
12. Rescue Me
13. Automatic
14. Screamin'
15. Stormy Weather
16. Masquerade
17. The Heart Get No Sleep
  - Rappel
18. Love Who Loves You Back
19. Durch Den Monsun
20. Great Day

## Dream Machine Tour (2017-2018)
Part 1 Europe + Europe de l'Est Russie
1. 09/03/2017 - Berlin -  Allemagne - Exclusive Live Rehearsals
2. 12/03/2017 - Londres -  Royaume-Uni - Koko
3. 13/03/2017 - Bruxelles -  Belgique - Ancienne Belgique
4. 15/03/2017 - Hambourg -  Allemagne - Docks (COMPLET)
5. 16/03/2017 - Francfort -  Allemagne - Batschkapp
6. 18/03/2017 - Nimègue -  Pays-Bas - Doornroosje
7. 19/03/2017 - Amsterdam -  Pays-Bas - Paradiso
8. 21/03/2017 - Paris -  France - Olympia (COMPLET)
9. 22/03/2017 - Lyon -  France - Le Transbordeur
10. 24/03/2017 - Cologne -  Allemagne - E-Werk
11. 25/03/2017 - Stuttgart -  Allemagne - Im Wizemann
12. 27/03/2017 - Zurich -  Suisse - Volkshaus
13. 28/03/2017 - Milan -  Italie - Fabrique
14. 29/03/2017 - Rome -  Italie - Atlantico
15. 31/03/2017 - Munich -  Allemagne - TonHalle
16. 01/04/2017 - Leipzig -  Allemagne - Haus Auensee
17. 03/04/2017 - Prague -  République tchèque - SaSaZu
18. 04/04/2017 - Berlin -  Allemagne - Huxleys (COMPLET)
19. 06/04/2017 - Stockholm -  Suède - Fryshuset
20. 07/04/2017 - Oslo -  Norvège - Sentrum Scene
21. 09/04/2017 - Helsinki -  Finlande - The Circus
22. 10/04/2017 - Riga -  Lettonie - Palladium
23. 12/04/2017 - Varsovie -  Pologne - Progresja Music Zone
24. 19/04/2017 - Novossibirsk -  Russie - DKZH
25. 21/04/2017 - Ekaterinbourg -  Russie - Teleclub
26. 22/04/2017 - Oufa -  Russie - Ogni Ufi
27. 23/04/2017 - Kazan - Russie - Ermitage
28. 25/04/2017 - Saint-Pétersbourg -  Russie - DK Lensoveta (COMPLET)
29. 26/04/2017 - Moscou -  Russie - Crocus City Hall (COMPLET)
30. 28/04/2017 - Voronej -  Russie - Aura Night Club
31. 29/04/2017 - Krasnodar -  Russie - Arena Hall

Part 2 Show additionnels
1. 03/11/2017 - Berlin -  Allemagne - Arena Treehouse (COMPLET)
2. 04/11/2017 - Oberhausen -  Allemagne - Turbinenhalle
3. 05/11/2017 - Esch-sur-Alzette -  Luxembourg - Rockhal
4. 07/11/2017 - Tilbourg -  Pays-Bas - Poppodium 013
5. 09/11/2017 - Padoue -  Italie - Gran Teatro Geox
6. 10/11/2017 - Naples -  Italie - Casa della Musica Federico I
7. 12/11/2017 - Turin -  Italie - Teatro della Concordia
8. 13/11/2017 - Bologne -  Italie - Estragon
9. 15/11/2017 - Marseille -  France - Le Silo
10. 16/11/2017 - Nancy -  France - L'Autre Canal (COMPLET)
11. 18/11/2017 - Berlin -  Allemagne - Arena Treehouse (COMPLET)

Part 3 North America
1. 02.02.2018 -  États-Unis - Fort Lauderdale (Annulé)
2. 03.02.2018 -  États-Unis - Orlando (Annulé)
3. 04.02.2018 -  États-Unis - Atlanta (Annulé)
4. 06.02.2018 -  États-Unis - Baltimore (Annulé)
5. 08.02.2018 -  Canada - Montreal (Annulé)
6. 09.02.2018 -  Canada - Toronto (Annulé)
7. 11.02.2018 -  États-Unis - Philadelphie (Annulé)
8. 13.02.2018 -  États-Unis - New York (Annulé)
9. 14.02.2018 -  États-Unis - Cleveland (Annulé)
10. 16.02.2018 -  États-Unis - Chicago (Annulé)
11. 17.02.2018 -  États-Unis - Minneapolis (Annulé)
12. 18.02.2018 -  États-Unis - Milwaukee (Annulé)
13. 20.02.2018 -  États-Unis - Denver (Annulé)
14. 22.02.2018 -  Canada - Edmonton (Annulé)
15. 24.02.2018 -  Canada - Vancouver (Annulé)
16. 25.02.2018 -  États-Unis - Seattle (Annulé)
17. 27.02.2018 -  États-Unis - Berkeley (Annulé)
18. 01.03.2018 -  États-Unis - Anaheim (Annulé)
19. 02.03.2018 -  États-Unis - Los Angeles (Annulé)
20. 03.03.2018 -  États-Unis - Tempe (Annulé)

Part 4 Encore
1. 21.04.2018 -  Allemagne - Berlin, Arena Treehouse (COMPLET)
2. 22.04.2018 -  Allemagne - Berlin, Arena Treehouse (COMPLET)
3. 27.04.2018 -  Russie - Moscou, Adrenalin Stadium
4. 04.06.2018 -  République tchèque - Prague, Divadlo Hubernia[5]
5. 26.07.2018 -  Allemagne - Ferropolis, Tokio Hotel Summer Camp[6]

### Setlist
1. Intro + Something New
2. Boy Don't Cry
3. Feel It All
4. Love Who Loves You Back
5. Dark Side Of The Sun
6. The Heart Get No Sleep
7. Better
8. Cotton Candy Sky
9. We Found Us
10. Run Run Run
11. Black
12. Easy
13. Girl Got A Gun
14. Automatic
15. As Young As We Are
16. What If
17. Durch Den Monsun
18. Stop, Babe

## Melancholic Paradise Tour (2019-2020)
European Tour (Part 1)
1. 26/04/2019  Royaume-Uni - Manchester (Annulé)
2. 28/04/2019  Royaume-Uni - Londres, O2 Forum Kentish Town
3. 30/04/2019  Allemagne - Cologne, E-Werk
4. 01/05/2019  Belgique - Bruxelles - Ancienne Belgique (AB)
5. 03/05/2019  Espagne - Barcelone - Razzmatazz
6. 04/05/2019  Espagne - Madrid - Sala Gotham
7. 06/05/2019  France - Toulouse - Le Bikini
8. 07/05/2019  Italie - Milan - Fabrique
9. 09/05/2019  Italie - Rome  - Atlantico
10. 10/05/2019  Italie - Bologne - Estragon
11. 12/05/2019  France - Paris - Olympia
12. 13/05/2019  France - Lyon - Le Transbordeur
13. 15/05/2019  Pays-Bas - Amsterdam - Melkweg Max
14. 16/05/2019  Pays-Bas - Eindhoven - Effenaar
15. 17/05/2019  Allemagne - Stuttgart - Turbinenhalle
16. 19/05/2019  Allemagne - Munich - Tonhalle München
17. 20/05/2019  Suisse - Zurich - Volkshaus
18. 22/05/2019  Allemagne - Stuttgart - Im Wizemann
19. 25/05/2019  Allemagne - Berlin - Huxleys Neue Welt
20. 26/05/2019  Allemagne - Francfort - Batschkapp
21. 28/05/2019  Allemagne - Hambourg - Docks (en)
22. 29/05/2019  Allemagne - Hanovre - Capitol
23. 31/05/2019  Allemagne - Leipzig - Haus Auensee
24. 01/06/2019  Autriche - Vienne - Planet.tt Bank Austria Halle Gasometer
25. 02/06/2019  Hongrie - Budapest - Mom Sport Arena
26. 04/06/2019  République tchèque - Prague - Divadlo Hybernia
27. 05/06/2019  Pologne - Varsovie - Progresja Music Zone
28. 07/06/2019  Danemark - Copenhague - Vega
29. 08/06/2019  Norvège - Oslo - Sentrum Scene
30. 10/06/2019  Suède - Stockholm - Fryshuset
31. 13/06/2019  Russie - Saint-Pétersbourg - DK Lensoveta
32. 15/06/2019  Biélorussie - Minsk - Prime Hall
33. 17/06/2019  Ukraine - Kiev - Atlas
34. 20/06/2019  Russie - Moscou - 1930MOSCOW
35. 21/06/2019  Russie - Moscou - 1930MOSCOW
36. 28/06/2019  Allemagne - Kiel - Hörn-Bühne
37. 25.08.2019  Allemagne - Ferropolis, Tokio Hotel Summer Camp

Latam Tour (Part 2)
1. 04.03.2020  États-Unis - Los Angeles, Troubadour
2. 07.03.2020  Mexique - Mexico, Auditorio BlackBerry
3. 08.03.2020  Mexique - Mexico, (Reporté)
4. 11.03.2020  Mexique - Guadalajara Teatro Diana
5. 13.03.2020  Équateur - Quito, Centro de Convenciones el Teleférico (Annulé)
6. 15.03.2020  Chili - Santiago, Teatro Cariola (Annulé)
7. 17.03.2020  Pérou - Lima, Los Domos de San Miguel (Annulé)
8. 19.03.2020  Bolivie - La Paz, Campo Ferial La Paz Chuquiago Marka (Annulé)
9. 21.03.2020  Argentine - Buenos Aires, Teatro Gran Rex (Annulé)
10. 22.03.2020  Brésil - São Paulo, Carioca Club (Annulé)

### Setlist
1. Intro + When It Rains, It Pours
2. Girl Got A Gun
3. The Heart Get No Sleep
4. What If
5. Boy Don't Cry
6. Better
7. Feel It All
8. DarkSide Of The Sun (acoustique)
9. Run Run Run
10. Melancholic Paradise
11. Love Who Loves You Back
12. Stop, Babe
13. Wenn nichts mehr geht
14. Heilig
15. Easy
16. Chateau
17. Stormy Weather
18. Durch Den Monsun
19. Berlin (refrain en allemand)

## Beyond the World Tour (2023 - 2024)[7]
European Tour (Part 1)
1. 28.04.2023  Allemagne - Berlin, Clair BBM Probehalle
2. 30.04.2023  Royaume-Uni - Londres, Indigo at the O2
3. 02.05.2023  Belgique - Bruxelles, Ancienne Belgique
4. 04.05.2023  Allemagne - Frankfort, Batschkapp
5. 06.05.2023  Pays-Bas - Arnheim, Musis
6. 07.05.2023  Allemagne - Cologne, E-Werk
7. 09.05.2023  Allemagne - Stuttgart, Im Wizemann
8. 10.05.2023  Italie - Milan, La Fabrique
9. 12.05.2023  Espagne - Barcelone, Sala Apolo
10. 14.05.2023  France - Lyon, Le Transbordeur
11. 15.05.2023  France - Paris, L’Olympia
12. 17.05.2023  Allemagne - Leipzig, Haus Auensee
13. 18.05.2023  Allemagne - Hambourg, Docks
14. 19.05.2023  Allemagne - Berlin, Huxleys Neue Weit
15. 22.05.2023  Pologne - Katowice, Międzynarodowe Centrum Kongresowe

Summer Festival Tour (Part 2)
1. 21.07.2023  Allemagne - Cuxhaven/Nordholz, Deichbrand Festival
2. 22.07.2023  Allemagne - Berlin, CSD
3. 10.08.2023  Allemagne - Püttlingen - Rocco del Schlacko Festival
4. 18.08.2023  Allemagne - Weeze, San Hejmo Festival
5. 20.08.2023  Allemagne - Leipzig, Hightfield Festival
6. 24.08.2023  Allemagne - Bochum, Kemnader See
7. 07.05.2024  Allemagne - Hambourg, Messehalle
8. 19.07.2023  Allemagne - Cuxhaven, Deichbrand Festival
9. 20.07.2024  Allemagne - Cologne, Cologne Pride
10. 23.07.2023  Allemagne - Freiburg, 40. Zelt-Musik-Festival Freiburg
11. 30.08.2024  Suisse - Spiez, Seaside Festival
12. 31.08.2024  Suisse - Arbon - Summerdays Festival
13. 07.09.2024  Allemagne - München, SuperBloom Festival
14. 13.09.2024  Allemagne - Hockenheïm, Glücksgefühle
15. 14.09.2024  Allemagne - Bochum, Zeche Bochum

America Tour (Part 3)
1. 30.11.2024  États-Unis - Los Angeles, The Wiltern
2. 02.12.2024  Canada - Montreal, L’Olympia
3. 04.12.2024  États-Unis - New York - The Palladium
4. 06.12.2024  Mexique - Mexico, Velódromo Olímpico
5. 08.12.2024  Pérou - Lima, Anfiteatro Parque de Exposición
6. 10.12.2024  Chili - Santiago, Teatro Caupolican
7. 12.12.2024  Brésil - São Paulo, Vibra
8. 14.12.2024  Argentine - Buenos Aires, Complejo C

### Setlist Européenne
1. White Lies
2. Automatic
3. The Heart Get No Sleep
4. We Found Us
5. Girl Got A Gun
6. Him
7. World behind My Wall
8. Feel It All
9. When It Rains It Pours
10. Just A Moment (Acoustic)
11. Schwarz (Acoustic)
12. Run, Run, Run
13. Spring Nicht
14. Easy
15. Love Who Loves You Back
16. What If
17. Chateau
18. Fahr Mit Mir (4x4)
19. Durch Den Monsun
20. Runaway

### Setlist Summer Festival
1. White Lies
2. Automatic
3. The Heart Get No Sleep
4. Girl Got A Gun
5. World Behind My Wall
6. Feel It All
7. Run, Run, Run
8. Spring Nicht
9. Easy
10. Love Who Loves You Back
11. What If
12. Chateau
13. Fahr Mit Mir (4x4)
14. Durch Den Monsun

### Setlist America Tour
1. White Lies
2. Automatic
3. The Heart Get No Sleep
4. Girl Got A Gun
5. World Behind My Wall
6. When It Rains It Pours
7. Feel It All
8. Home
9. Black (Acoustic)
10. Just A Moment (Acoustic)
11. Run, Run, Run
12. Him
13. Spring Nicht
14. Easy
15. love Who Loves You Back
16. What If
17. Darkside Of The Sun
18. Colors Of The Wind
19. Monsoon
20. Runaway

## The Tour 2025 (2025)[8]
1. 04.03.2025  Allemagne - Ludwigsburg, Mhparena COMPLET
2. 06.03.2025  Allemagne - Frankfort, Batschkapp COMPLET
3. 07.03.2025  Allemagne - Cologne, E-Werk COMPLET
4. 09.03.2025  Belgique - Bruxelles, Ancienne Belgique COMPLET
5. 10.03.2025  France - Paris, L’Olympia COMPLET
6. 12.03.2025  Espagne - Madrid, La Riviera COMPLET
7. 13.03.2025  Espagne - Barcelone, Razzmatazz 1 COMPLET
8. 15.03.2025  Italie - Milan, La Fabrique COMPLET
9. 16.03.2025  Suisse - Zurich, Hall 662 COMPLET
10. 18.03.2025  Autriche - Vienne, Gasometer COMPLET
11. 19.03.2025  Pologne - Warsaw, Progresja COMPLET
12. 21.03.2025  Allemagne - Leipzig, Haus Auensee COMPLET
13. 22.03.2025  Allemagne - Hanover COMPLET
14. 24.03.2025  Royaume-Uni - Londres, Hammersmith Appolo COMPLET
15. 25.03.2025  Pays-Bas - Tilburg COMPLET
16. 27.03.2025  Allemagne - Berlin, Clair BBM Probehalle COMPLET
17. 28.03.2025  Allemagne - Hambourg, Docks COMPLET
18. 30.03.2025  Suède - Stockholm COMPLET
19. 01.04.2025  Finlande - Helsinki, Kulttuuritallo COMPLET
20. 15.08.2025  Allemagne - Berlin, The Wuhlheide COMPLET

### Setlist
1. Miss It (At All)
2. Darkside Of The Sun
3. The Heart Get No Sleep
4. Girl Got A Gun
5. Love Who Loves You Back
6. Hands Up
7. Feel It All
8. Home
9. Easy
10. Just A Moment (Acoustic)
11. In Your Shadow (I Can Shine) (Acoustic)
12. Rette Mich
13. Fahr Mit Mir (4x4)
14. Fata Morgana
15. World Behind My Wall
16. Spring Nicht
17. Careless Whisper
18. What If
19. Colors Of The Wind
20. White Lies
21. Durch Den Monsun
22. Great Day

## The Arena Tour (2026)[8]
1. 28.10.2026  Royaume-Uni - Londres, Arena Wembley
2. 30.10.2026  France - Paris, Adidas Arena
3. 01.11.2026  Allemagne - Hambourg, Barclays Arena
4. 02.11.2026  Belgique - Bruxelles, Forest National
5. 04.11.2026  Pays-Bas - Amsterdam, AFAS Live
6. 05.11.2026  Allemagne - Frankfort, Festhalle
7. 07.11.2025  Allemagne - Berlin, Uber Arena
8. 08.11.2025  Allemagne - Nuremberg, Arena Nürnberger Versicherung
9. 10.11.2026  Suisse - Zurich, Hallenstadion
10. 11.11.2026  Italie - Milan, Forum Assago
11. 13.11.2026  Allemagne - Leipzig, Arena Leipzig
12. 15.11.2026  Autriche - Vienne, Wiener Stadthalle
13. 16.11.2026  Allemagne - Munich, Olympiahalle
14. 18.11.2026  Luxembourg - Esch-sur-alzette, Rockhal
15. 19.11.2026  Allemagne - Düsseldorf, ISS DOME

## Nombre de concerts par Pays
| Pays               | Nombre de concerts | Nombre de concerts Annulés |
| ------------------ | ------------------ | -------------------------- |
| Allemagne          | 108                | N/A                        |
| États-Unis         | 60                 | N/A                        |
| France             | 49                 | N/A                        |
| Russie             | 38                 | N/A                        |
| Italie             | 23                 | N/A                        |
| Suisse             | 13                 | N/A                        |
| Canada             | 12                 | N/A                        |
| Pays-Bas           | 12                 | N/A                        |
| Espagne            | 11                 | N/A                        |
| Autriche           | 11                 | N/A                        |
| Belgique           | 8                  | N/A                        |
| Mexique            | 8                  | N/A                        |
| Royaume-Uni        | 7                  | N/A                        |
| République tchèque | 7                  | N/A                        |
| Pologne            | 6                  | N/A                        |
| Suède              | 6                  | N/A                        |
| Luxembourg         | 4                  | N/A                        |
| Norvège            | 4                  | N/A                        |
| Danemark           | 4                  | N/A                        |
| Portugal           | 4                  | N/A                        |
| Finlande           | 4                  | N/A                        |
| Biélorussie        | 3                  | N/A                        |
| Pérou              | 3                  | N/A                        |
| Brésil             | 3                  | N/A                        |
| Chili              | 3                  | N/A                        |
| Japon              | 3                  | N/A                        |
| Ukraine            | 3                  | N/A                        |
| Biélorussie        | 3                  | N/A                        |
| Malaisie           | 2                  | N/A                        |
| Taïwan             | 2                  | N/A                        |
| Argentine          | 2                  | N/A                        |
| Hongrie            | 2                  | N/A                        |
| Serbie             | 2                  | N/A                        |
| Lettonie           | 2                  | N/A                        |
| Monaco             | 1                  | N/A                        |
| Israël             | 1                  | N/A                        |
| Monaco             | 1                  | N/A                        |
| Kazakhstan         | 1                  | N/A                        |
| Slovaquie          | 1                  | N/A                        |
| Slovénie           | 1                  | N/A                        |
| Colombie           | 1                  | N/A                        |
| Équateur           | 1                  | N/A                        |
| Bolivie            | 1                  | N/A                        |
| Singapour          | 1                  | N/A                        |